# ريكاردو زونتا
ريكاردو زونتا (بالبرتغالية: Ricardo Zonta‏) مواليد 23 مارس 1976 في كوريتيبا، البرازيل، هو سائق فورملا 1 برازيلي بدأ مسيرته الاحترافية سنة 1998. كان أول سباق له هو جائزة أستراليا الكبرى 1999. خاض خلال مسيرته 38 سباقاً.

## سباقات شارك فيها
- لو مان 24 ساعة

## روابط خارجية
- ريكاردو زونتا على موقع Racing-Reference.info (الإنجليزية)
- ريكاردو زونتا على موقع DriverDB.com (الإنجليزية)